# Ramonchamp
Ramonchamp település Franciaországban, Vosges megyében. Lakosainak száma 1817 fő (2022. január 1.). Ramonchamp Saulxures-sur-Moselotte, Beulotte-Saint-Laurent, Haut-du-Them-Château-Lambert, Ferdrupt, Le Ménil, Le Thillot és Servance-Miellin községekkel határos.

## Népesség
A település népessége az elmúlt években az alábbi módon változott:
| Lakosok száma | 2008 | 2026 | 2145 | 1978 | 1933 | 1889 | 1869 | 1842 | 1817 |
|               | 2013 | 2015 | 2016 | 2017 | 2018 | 2019 | 2020 | 2021 | 2022 |